# Александру, Тибериу
Тибе́риу Алекса́ндру (14 мая 1914, Илимбав, жудец Сибиу, Австро-Венгрия — 20 апреля 1997, Бухарест, Румыния) — румынский фольклорист, этномузыковед и органолог. Ученик Константина Брэилою, применял и развивал его научные методы в области исследования народной музыки, опубликовав значительное число документированных и аналитических работ. Александру считается одним из основателей современной органологии румынской народной музыки.

## Биография
Александру получил музыкальное образование в Бухарестской консерватории (1931—1936). Среди его преподавателей были известные музыканты и учёные: такие как Иоан Киреску (теория и сольфеджио), Ион Нонна Отеску (гармония), Димитрие Куклин (контрапункт и музыкальные формы), Константин Брэилою (фольклор, история музыки), Джордже Брязул (энциклопедия и музыкальная педагогика) и Штефан Попеску (хоровое дирижирование, церковная хоровая композиция).
С 1935 года работал с Константином Брэилою в Архиве фольклора Общества композиторов Румынии, который в 1949 году стал частью Института фольклора.
В 1958—1959 годах преподавал фольклор в Бухарестской консерватории. В 1950—1960-х годах занимал различные академические и научные должности в Институте фольклора, где впоследствии стал ведущим научным сотрудником. Это учреждение, позднее преобразованное в Институт этнографии и фольклора имени Константина Брэилою при Румынской академии, стало основным местом его работы на протяжении десятилетий.

## Вклад в фольклористику
Тибериу Александру исследовал румынскую народную музыку, в частности традиционные музыкальные инструменты и их звуковые системы. Он считается основателем румынской музыкальной органологии. Подготовил ряд статей о румынских народных инструментах для второго издания The Grove Dictionary of Musical Instruments — одного из наиболее авторитетных энциклопедических изданий в области органологии и инструментоведения.
Наиболее значительным его достижением стало формирование научного подхода к изучению народных музыкальных инструментов. Его труд «Музыкальные инструменты румынского народа» (1956), удостоенный премии Академии Румынии, стал первой обобщающей типологией, основанной на акустических свойствах и культурной функции инструментов. В книге охвачены как простейшие детские и псевдоинструменты (например, листья, рыбья чешуя), так и сложные, такие как кобза, най и бучум.
Александру также внёс вклад в развитие методологии Константина Брэилою, с которым сотрудничал в Архиве фольклора. В 1958 году он опубликовал работу «Бела Барток о румынском фольклоре», посвящённую анализу связи венгерского композитора с румынской крестьянской музыкальной традицией.
В 1978—1980 годах опубликовал двухтомное издание «Фольклористика, органология, музыковедение», в котором были собраны почти все его исследования, опубликованные в период с 1937 по 1973 год.

## Международная деятельность
Тибериу Александру был активным участником международных академических структур в области традиционной музыки. С 1957 года состоял в Международном совета по традиционной музыке, где в 1971—1979 годах входил в Исполнительный комитет, занимал пост вице-президента (1971—1974), а с 1974 года возглавлял Румынский национальный комитет этого совета.
В середине 1960-х годов работал фольклористом в Объединённой Арабской Республике, где подготовил материалы для антологии египетской народной музыки.

## Научная дискография
Тибериу Александру активно занимался полевыми этномузыкологическими исследованиями, осуществляя записи на фонографические валики, а позднее — на магнитную ленту. Эти материалы пополнили национальный фольклорный архив, зафиксировав широкий спектр аутентичного инструментального и вокального репертуара.
Избранные издания, подготовленные Александру:
- Antologia muzicii populare româneşti[i] (1960—1962) — двухтомное издание с записями народных мелодий (шесть LP дисков, лейбл Electrecord[рум.]). Сопровождалось брошюрами на румынском, английском и французском и русском языках. Было переиздано в 1976 году[9][10];
- Cântece bătrâneşti. Balade[ii] (1963) — собрание старых народных песен в сотрудничестве с Александру Амзулеску[рум.] (два LP диска, лейбл Electrecord)[11];
- The Folk Music of Rumania (1963) — компиляция народной румынской музыки, составленная совместно с Аланом Ломаксом на базе Архива фольклора в рамках серии Columbia World Library of Folk and Primitive Music. Сопроводительный текст написан в сотрудничестве с А. Л. Ллойдом[англ.] (один LP диск, лейбл Columbia Masterworks[англ.])[12];
- La Musique populaire d'Égypte (1967) — сборник египетской народной музыки, сопровождаемый буклетом на арабском, французском, английском и немецком языка[8] (два LP диска, лейбл Sono Cairo[англ.]);
- Melodies populaires nubiennes (1970) — сборник египетской народной музыки, сопровождаемый буклетом на арабском, французском, английском и немецком языка[8] (один LP диск, лейбл Sono Cairo)[11].

## Избранные работы
- Tiberiu Alexandru. Instrumentele muzicale ale poporului romîn [Музыкальные инструменты румынского народа] (рум.). — Bucureşti: Editura de stat pentru literatură şi artă, 1956.
- Tiberiu Alexandru. Vioara ca instrument muzical popular [Скрипка как народный музыкальный инструмент] (рум.) // Revista de folclor. — București, 1957. — Vol. II, nr. 3. — P. 29.
- Tiberiu Alexandru. Béla Bartók despre folclorul românesc [Бела Барток о румынском фольклоре] (рум.). — Bucureşti: Editura muzicală, 1958.
- Tiberiu Alexandru. The Study of Folk Musical Instruments in the Rumanian People's Republic [Изучение народных музыкальных инструментов в Румынской Народной Республике] (англ.) // Journal of the International Folk Music Council. — 1960. — Vol. 12. — P. 13—16.
- Tiberiu Alexandru. Constantin Brăiloiu (1893—1958) [Константин Брэилою (1893—1958)] (рум.) // Revista de etnografie și folclor. — București, 1968. — Vol. 13, nr. 6. — P. 477—480.
- Tiberiu Alexandru. Naiul românesc [Румынский най] (рум.) // Revista de etnografie și folclor. — București, 1975. — Vol. 20, nr. 1. — P. 33—48.
- Tiberiu Alexandru. Muzica populară românească [Румынская народная музыка] (рум.). — București: Editura Muzicală, 1975.

- Tiberiu Alexandru. Folcloristică. Organologie. Muzicologie. Studii (рум.). — București: Editura Muzicală, 1978. — Vol. 1.

- Tiberiu Alexandru. Folcloristică. Organologie. Muzicologie. Studii (рум.). — București: Editura Muzicală, 1980a. — Vol. 2.
- Tiberiu Alexandru. Romanian Folk Music (англ.). — Bucharest: Musical Publishing House, 1980b.
- Tiberiu Alexandru. Vechi relaţii muzicale între Ţările Româneşti şi Orientul Apropiat (рум.) // Folcloristică, Organologie, Muzicologie: Studii. — Bucureşti: Editura muzicală, 1980c. — Nr. 2. — P. 252—275.

## Видео
- Playlist: Antologia muzicii populare românești Vol. I. YouTube. Electrecord.
- Playlist: Antologia muzicii populare românești Vol. II. YouTube. Electrecord.